# Svenska kyrkan i Jerusalem
Svenska kyrkan i Jerusalem är en av Svenska kyrkans utlandsförsamlingar. 

## Kyrkoherdar
| Ämbetstid | Namn           | Levnadstid | Övrigt |
| --------- | -------------- | ---------- | ------ |
|           | Gustaf Ödquist |            |        |
| 2018–2020 | Johan Engvall  |            | [ 1 ]  |
| 2020–2022 | Karin Ekblom   |            |        |

### Fotnoter
1. ↑  Ny präst till Svenska teologiska institutet i Jerusalem